# Cristal (champán)

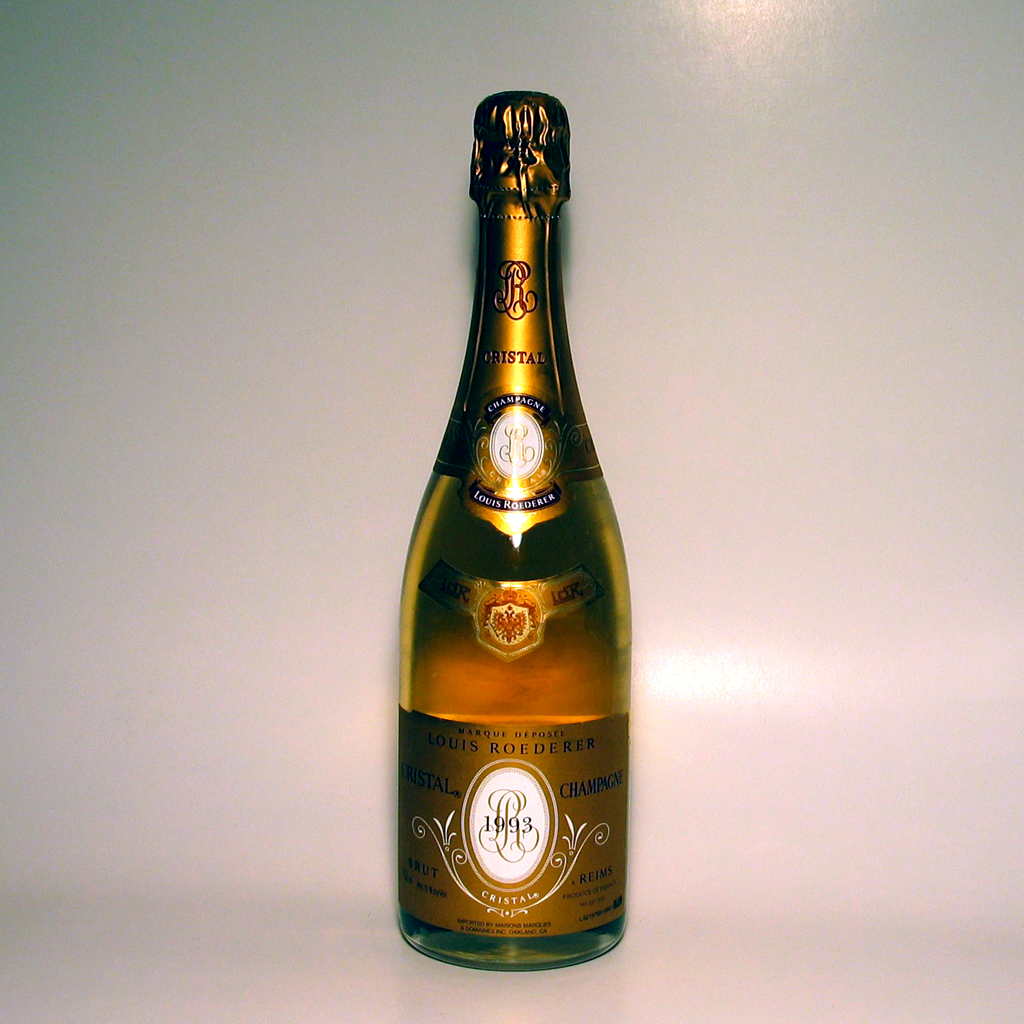
Una botella de Louis Roederer Cristal de (1993).

Cristal es la marca de un conocido champán hecho por Louis Roederer. Cristal es fácilmente reconocido por su fondo plano claro, su botella de "cristal", su envoltorio de celofán anti UV y la etiqueta de oro. El precio en Estados Unidos es de $ 350 o más  por botella. En el Reino Unido, los precios son alrededor de £ 150 por botella y puede aumentar hasta £ 650 en algunos de los bares en el centro de Londres. En Holanda, los precios son alrededor de 200 € por botella y puede aumentar a 800 €, en algunos clubes en Ámsterdam y Róterdam, según los años de la botella y donde se produzca la celebración.

## Historia
Fue creado en 1876 para Alejandro II de Rusia. Como la situación política en Rusia en aquel momento era inestable, el zar, temiendo su asesinato, ordenó que las botellas que contenían la bebida fuesen transparentes para evitar que tuviesen una bomba oculta en el típico color verde botella. Louis Roederer, un vidriero flamenco, fue el encargado de crear una botella de champaña con un fondo plano. Obtuvo botellas de vidrio con el fondo en forma de campana, que es lo que hace que sean lo suficientemente fuertes como para hacer frente a la presión creada por el champán.[cita requerida] Con el fin de crear un fondo plano en la botella, se hicieron de un cristal claro, que es más fuerte.[cita requerida] Dicho champán, desde entonces, es conocido como "Cristal". Por muchos es vista como el primer cava de lujo. Cristal no estuvo disponible al público sino hasta 1945.

## Producción
La cosecha 1974 fue la primera producción de rosados Cristal. La cosecha de la uva es una composición de una mezcla aproximadamente igual de Chardonnay y Pinot Noir. La cosecha 2000 es 55 por ciento Pinot Noir y 45 por ciento Chardonnay, con un dosage de 10 g/L. La producción anual de Cristal es de 300,000 a 400,000 botellas por año, según la calidad de la cosecha.

## En la cultura popular

### Hip hop
La bebida se ha vuelto popular en el vocabulario del Hip hop, con varios intérpretes, destacando Jay-Z, que mencionaron dicha marca desde 1990 en varias de sus canciones. Después de una entrevista en 2006 para The Economist con el director Frédéric Rouzaud, Jay-Z consideró sus comentarios "racistas" y llamó a un boicot en contra de Cristal. En la entrevista, Rozaud declaró que había tratado de buscar la asociación de la marca con el rap "con curiosidad y serenidad", y cuando se le preguntó si la asociación podría perjudicar a la marca, Rouzaud respondió: "Eso es una buena pregunta, pero ¿qué podemos hacer? No podemos prohibir su compra a las personas. Estoy seguro que  Dom Perignon o Krug estarían encantados de tener el negocio."
En un comunicado de prensa Jay-Z dijo: "Ha llegado a mi conocimiento que el director de Cristal... considera a la cultura hip-hop como de "atención inoportuna"... Sus comentarios me parecieron racistas y ya no apoyaré ninguno de sus productos a través de cualquiera de mis diversas marcas, incluyendo el Club 40/40 ni en mi vida personal". Rouzaud más tarde declaró que la empresa tenía "la máxima consideración e interés por todas las formas del arte y la cultura"; sin embargo, Jay-Z declaró que eliminaría las referencias a Cristal de su repertorio y dejaría de venderse en los clubes que posee, siguiendo su ejemplo varios artistas.  A finales de 2006, una botella de Armand de Brignac de Cattier apareció en el video de Jay-Z "Show Me What You Got".
También en este caso hizo que la marca fuese muy reconocida en Estados Unidos.

### Cine
En la película Four Rooms (1995), concretamente en el capítulo cuatro, dirigido por Quentin Tarantino, el champán Cristal cobra cierto protagonismo en la trama. Tarantino, interpretándose de alguna manera a sí mismo, celebra junto a unos peculiares amigos la Nochevieja en la suite presidencial de un hotel. Beben abundante Cristal, y Tarantino eleva las cualidades del champán constantemente.

### Farándula Argentina
En la Argentina, un personaje mediático nombrado como El Gigoló popularizó esta marca de Champán diciendo una célebre frase "Vos y yo, Puerto Madero, champán Cristal, all the night."